# Luisa Zille
Luisa Zille (Fossò, 13 febbraio 1941 – Venezia, 2 febbraio 1995) è stata una musicista, storica e poetessa italiana.
Sposata con lo storico Gaetano Cozzi, ha condiviso con lui la vita e le ricerche su Paolo Sarpi, storico e politico veneziano del Seicento.

## Biografia
Luisa Zille nasce il 13 febbraio 1941 a Fossò (Venezia). Figlia del medico condotto Vitaliano Zille e della professoressa Laura de Laurentiis. Cresce con i fratelli Anna e Carlo. Si laurea in Lettere e Filosofia all'Università degli Studi di Padova e si diploma in pianoforte al Conservatorio di Musica di Venezia.
Si dimostra una pianista eccellente, sebbene decida di abbandonare la carriera musicale per dedicarsi, con il marito Gaetano Cozzi (si sposa nel 1962 a Venezia), alle ricerche su Paolo Sarpi, consultore in jure e protagonista dell'Interdetto.
Oltre all'attività filologica, si dedica anche alla poesia. Pubblica alcune raccolte, tra le quali: Sentire il Male (1982) e Un varco a fatica (1984). Escono postume invece due altre raccolte: Eco (1996), Zoghi de Foghi (2000).
Luisa, dopo varie crisi depressive sempre più gravi, arriva al suicidio nel febbraio del 1995. Viene sepolta nel cimitero di Zero Branco. Accanto a lei sarà collocata la salma di Gaetano Cozzi. Sulla pietra, un'iscrizione: "Ancora insieme, sempre insieme".

## Poetica
Luisa Zille fa un uso del dialetto molto spinto nelle sue poesie; nella poesia Schiribissi il dialetto viene usato come lingua narrativa, mentre, nelle poesie successive viene utilizzato per descrivere situazioni più personali. Si tratta di un dialetto di fondo veneziano, che viene mescolato ad apporti della parlata rurale presenti nella memoria della scrittrice, figlia di un medico di campagna. Nelle poesie della Zille traspare un senso di turbamento psicologico che aumenta negli anni e in perenne contrapposizione con l'espressione ferma del suo carattere. «Se il verso tenta di sciogliersi in una volontà di canto – ha scritto Gianfranco Folena – restano sempre grumi insolubili d'interiezioni e di vocativi, gridi e bisbigli.» Il dolore raccontato nei versi sorge anche dalla condivisione della sofferenza fisica del marito, portatore, però, di una grande forza interiore.
(L. Zille, in Sentire il Male, Gaetano, p. 16.)

## Opere
- La repubblica di Venezia, la causa d'Austria e gli Uscocchi (a c. di L. Zille e G. Cozzi), Bari, Laterza, 1965.
- Sarpi, Opere (a c. di L. Zille e G. Cozzi), Milano-Napoli, Ricciardi, 1969.
- Sentire il male, Forlì, Forum/Quinta generazione, 1982.
- Un varco a fatica, Forlì, Forum/Quinta generazione, 1982.
- Eco, Venezia, Marsilio, 1996.
- Zoghi de Foghi, Venezia, Marsilio, 2000.